# Бабій Ярослав Миколайович
Яросла́в Микола́йович Бабі́й (псевдо.: «Шах», «Богдан»; нар. 1914, с. Великий Говилів, нині Чортківський район Тернопільська область — пом. 30 червня 1947, с. Драгоманівка, нині Тернопільський район, Тернопільська область) — український військовик, діяч ОУНР та УПА, провідник Тернопільського окружного проводу ОУН (1945—1947). Лицар Срібного хреста заслуги УПА.

## Життєпис
Народився в 1914 році в с. Великий Говилів, нині Теребовлянського району Тернопільської області, Україна (тоді Королівство Галичини та Володимирії, Австро-Угорщина).
До 1938 року навчався у Тернопільській і Рогатинській гімназіях. Працював учителем у родинному селі, очолював товариство «Відродження». Член ОУН. Зазнав переслідувань польської поліції, 1933 поранений. Від 1940 діяв у підпіллі. В березні 1941 Бабій заарештований підрозділ НКВС; по дорозі з Копичинців до Теребовлі зумів утекти.
Під час німецької окупації продовжував підпільну боротьбу: до 1942 — районовий провідник ОУН, згодом — організац. референт окружного проводу ОУН, від 1945 — окружний провідник ОУН Тернопільщини. 
Загинув 30 червня 1947 року в бою із загоном МДБ через зраду колишнього окружного референта СБ Василя Магдія-«Жара».

## Нагороди
- Згідно з Постановою УГВР від 25.08.1947 р. та Наказом Головного військового штабу УПА ч. 2/47 від 2.09.1947 р. Ярослав Бабій – «Шах» відзначений Срібним хрестом заслуги УПА.

## Вшанування пам'яті
- 12.10.2017 р. від імені Координаційної ради з вшанування пам’яті нагороджених Лицарів ОУН і УПА у Львові Срібний хрест заслуги УПА (№ 011) переданий Дмитрові Мимрику (брату Дем’яну), племіннику Ярослава Бабія – «Шаха».